# Johanna Naber
Johanna Wilhelmina Antoinette Naber (Haarlem, 25 de marzo de 1859 - La Haya, 30 de mayo de 1941) fue una feminista, historiadora y escritora de los Países Bajos durante la segunda ola del feminismo europeo. Fue una de las tres fundadoras de los Archivos Internacionales para el Movimiento de Mujeres (1935), ahora conocido como Instituto Atria del conocimiento para la emancipación y la historia de las mujeres, y fue una autora prolífica de textos históricos sobre mujeres influyentes y sobre el movimiento de mujeres.

## Biografía
Naber nació en Haarlem en una familia neerlandesa acomodada e intelectual. Segunda hija del rector y profesor de filología y lenguas clásicas Samuel Adrianus Naber (1828–1913) y su esposa Anna Elizabeth L'Honoré (1830–1915). Dos de sus hermanos fueron también profesores. La familia Naber se trasladó de Zwolle (donde se habían mudado en 1864) a Ámsterdam en 1870. En 1876, Johanna Naber recibió su diploma de HBS, después de lo cual continuó estudiando para adquirir varios certificados de enseñanza. A pesar de las ambiciones de su hija, Samuel Naber no le permitió estudiar en la universidad. Naber permaneció soltera y, por lo tanto, se esperaba que se quedara en casa y cuidara a sus padres ancianos y, más tarde, a sus hermanos solteros. Naber vivió sola por primera vez a los 77 años. El primer libro de Naber, relativo a la costura artística, fue publicado bajo el seudónimo de Rechlindis en 1887.

### Participación en el movimiento de mujeres
La participación de Naber en el movimiento neerlandés de mujeres comenzó en 1896 cuando se inscribió para contribuir a la organización de la Exposición Nacional sobre el Trabajo de las Mujeres. Durante la exposición, que tuvo lugar en 1898, se desempeñó como editora y escritora de su revista oficial Vrouwenarbeid ('Trabajo de mujeres'). Naber se convirtió en miembro de la junta y responsable de prensa de la Vereeniging voor Vrouwenkiesrecht ( Organización Holandesa para el Sufragio de las Mujeres). Fue una de las seis mujeres nerlandesas que estuvieron presentes en la reunión inaugural de la Alianza International de Mujeres (IWSA) en Berlín en 1904. Durante un corto periodo fue la Segunda Secretaria Asistente de la organización, pero se vio obligada a renunciar debido a sus compromisos como historiadora y autora. Participó en la organización de una segunda exposición sobre las contribuciones de las mujeres a la sociedad en 1913 y, en consecuencia, se reunió varias veces con la reina Guillermina quien finalmente la nombró "Caballero en la Orden de Oranje-Nassau" . Fue presidenta del Consejo de Mujeres Neerlandesas entre 1917 y 1922. En su calidad de presidenta, también participó en el Consejo Internacional de Mujeres . En la década de 1930, participó en la oposición exitosa de un proyecto de ley que proponía prohibir que las mujeres casadas trabajaran (algo a lo que también se había opuesto con éxito en 1910).

### Historiadora y escritora
Naber fue una historiadora autodidacta. Durante la década de 1890, comenzó a publicar sobre importantes figuras históricas femeninas. Durante su vida publicó muchas biografías de mujeres notables, así como trabajos sobre los inicios del movimiento neerlandés de mujeres en el siglo XIX. Algunos trabajos notables son Wegbereidsters ('Pioneras'), de 1909, sobre varias mujeres que habían allanado el camino para el movimiento de mujeres y Frederika Bremer (1901-1865). Naar hare brieven (1921) una biografía de la feminista y autora sueca Frederika Bremer basada en sus cartas. Además realizó un intento de ofrecer una visión general del Movimiento de Mujeres Neerlandesas (titulado Eerste Proeve van een Chronologisch Overzicht van de Geschiedenis der Vrouwenbeweging en Nederland ). Más tarde, este texto sirvió como un importante trabajo de referencia para el resumen que realizó la fundadora de Archivos Internacionales para el Movimiento de Mujeres (IAV) Willemijn Posthumus-van der Goot sobre el movimiento de mujeres neerlandesas desde el siglo XIX Van Moeder op Dochter ('Madre a hija'). En 1914, Naber creó De Nederlandsche Vrouwengids ('The Dutch Women's Guide') para abordar los problemas y preocupaciones de las mujeres. La guía funcionó hasta 1919. En 1918, se convirtió en la primera mujer miembro de la prestigiosa Maatschappij der Nederlandse Letterkunde o Sociedad de Literatura Neerlandesa. 
En 1935 colaboró con las feministas neerlandesas Willemijn Posthumus-van der Goot y Rosa Manus para crear los Archivos Internacionales para el Movimiento de Mujeres (IAV), ahora conocido como Atria, instituto del conocimiento para la emancipación y la historia de las mujeres . 

### Política
A diferencia de muchas de sus contemporáneas en el movimiento de mujeres, Naber era una firme opositora al pacifismo y estaba involucrada en varias organizaciones que abogaban por un ejército fuerte a principios de la década de 1920. Era miembro del Partido del Estado Liberal y su perspectiva sobre la igualdad entre hombres y mujeres fue adoptada como parte del programa del partido.